# Эдвард, Алонсо
Алонсо Эдвард — панамский легкоатлет, который специализируется в беге на короткие дистанции. Серебряный призёр чемпионата мира 2009 года в беге на 200 метров с результатом 19,81 — это рекорд Южной Америки. Многократный победитель и призёр чемпионатов Южной Америки. Выступал на чемпионатах мира 2011 и 2013 годов на дистанции 200 метров, но не выходил в финал.
Выступал на олимпийских играх в беге на 200 метров, однако в предварительном забеге был дисквалифицирован.
Победитель Бриллиантовой лиги 2014 года на дистанции 200 метров.

## Достижения на этапах Бриллиантовой лиги
- 2011:  DN Galan — 20,47
- 2011:  London Grand Prix — 20,55
- 2013:  Adidas Grand Prix — 20,38
- 2014:  Athletissima — 19,84